# Света Петка (Боище)
Вижте пояснителната страница за други значения на Света Петка.
„Света Петка“ (на македонска литературна норма: „Света Петка“) е православна църква в демирхисарското село Боище, Северна Македония. Църквата е под управлението на Крушевско-Демирхисарската епархия на Македонската православна църква.
Храмът е средновековен. Представлява малка църквичка с полукръглна апсида на изток. Иззидана е от камък и кал. Покривът е на две води, като първоначално е бил с каменни плочи, заменени по-късно с керемиди. Фасадите са фугирани. Вътрешността не е изписана.